# Света Богородица (Хасково)
„Света Богородица“ е монумент и православен параклис в Хасково, България.
Представлява издигаща се над града, от височината на Младежкия хълм, статуя от полимер-бетон на считаната за покровителка на града Света Богородица с Младенеца.
Скулптурата, висока 14 м и тежаща 80 т, стои върху 17-метров постамент, който отвътре представлява параклис. С тази статуя през 2004 г. градът влиза в раздел „Религия“ на Книгата на Гинес като най-високата статуя на Богородица с Младенеца.
Идея за паметника дава Георги Иванов, кмет на Община Хасково от 1999 до 2015 г., а изпълнители на проекта са Петьо Александров, Никола Стоянов и колектив. Монументът е тържествено открит на празника Рождество Богородично на 8 септември 2003 г. и осветен от Митрополит Арсений.
Заради рекордните си размери и подходящо местоположение статуята на Света Богородица се вижда от целия град дори и вечер.
От столетия Дева Мария е смятана за покровителка на Хасково, затова с решение на местния Общински съвет от 1993 г. 8 септември (празникът Рождество Богородично) е обявен за празник на града. Тогава в Хасково традиционно се провеждат множество културни и спортни прояви под егидата на общината.
Съвсем близо до монумента се намира и 30-метровата камбанария на Хасково, която е открита през 2010 г. Тя е една от най-високите на Балканския полуостров, а от върха ѝ се разкрива невероятна панорамна гледка към целия град.
За посещението на монумента не се заплаща такса, а работното време е: октомври – февруари – 08.30 ч. – 17.30 ч.; март, април – 08.30 ч. – 18.30 ч.; май – септември 08.30 ч. – 20.30 ч.